# 水町泰杜
水町 泰杜（みずまち たいと、2001年9月7日 - ）は、日本の男子バレーボール選手である。

## 来歴
熊本県出身。
中学3年時の2016年、JOCジュニアオリンピックカップ第30回全国都道府県対抗中学大会に熊本県選抜として出場し、失セット0で優勝した。
2017年、鎮西高等学校に進学。1年時に全日本高等学校選手権大会（春高バレー）で優勝を経験。2年時から主将を務め、エースナンバーの背番号3を背負った。2018年にはアジアユース選手権(U-18)にU18日本代表として出場し、チームの優勝に貢献しMVPを受賞した。
2020年、早稲田大学に進学。1年時、2年時と全日本大学選手権大会（全日本インカレ）で優勝を経験。3年時も全日本インカレ優勝まであと一歩としたが、準決勝の最後に逆転され優勝を逃した。4年時の2023年、早稲田大学の主将に就任。関東大学春季1部リーグで自身初となる優勝を果たし、全日本インカレでも2年ぶりの優勝を果たした。また、ユニバーシアード日本代表としてFISUワールドユニバーシティゲームズにも出場した。
2023-24シーズン、V.LEAGUE DIVISION1 MEN（V1男子）に所属するウルフドッグス名古屋に入団した。また、同時にトヨタ自動車ビーチバレーボール部にも入団し、インドアとビーチの二刀流で活動することとなり、2023年12月23日には、エントリオで開催された両チームによる合同入団会見に出席した。ルーキーがキャリアの最初からインドアとビーチの二刀流に挑戦するのは前例がなく、同会見にトヨタ自動車ビーチバレーボール部GMとして同席した川合俊一は、「世界ではトップ選手が二刀流で活動する中、日本ではなかなか実現しなかった。どちらの関係者も彼に期待している。」とコメントした。
同シーズン、入団1シーズン目となるV1男子の試合に出場し、Vリーグデビューを果たした。
2025年、日本代表に初選出された。また、ワールドユニバーシティゲームズ日本代表にインドア・ビーチともに選出された。

## 人物
- 大学時代に教員免許を取得している[14]。

## 球歴
- 日本代表 （2025年-）
- ユニバーシアード日本代表
  - FISUワールドユニバーシティゲームズ - 2023年、2025年
- U18日本代表
  - アジアユース選手権 - 2018年

## 所属チーム
- 鎮西高等学校（2017-2020年）
- 早稲田大学（2020-2024年）
- ウルフドッグス名古屋（2024年-）
- トヨタ自動車ビーチバレーボール部（2024年-）

## 受賞歴
- 2018年 - アジアユース選手権 MVP
- 2025年 - 2024-25 SV.LEAGUE MEN 最優秀新人賞